# Princess Sissi
Princess Sissi is een Canadese/Franse animatieserie gebaseerd op het verhaal van de Oostenrijkse keizerin Elisabeth uit de negentiende eeuw. In opdracht van meerdere landen (CN/FR/DE/IT) werd deze geproduceerd en tussen 1997 en 1998 volgden de uitzendingen welke bestaan uit een totaal van 52 afleveringen.

## Uitzendingen
In Nederland werd de serie tussen 1999 en 2001 uitgezonden op kinderzender Fox Kids. Tussen april 2007 en 2008 was Sissi te zien op de video-on-demand-site van Jetix, de omgedoopte Fox Kids..

## Productie
De serie werd geproduceerd door Saban International Paris en Animation CinéGroupe. Meta Sound Studios was verantwoordelijk voor de Nederlandse nasynchronisatie. Rechtenhouders zijn Saban International (1997-2001), Buena Vista/Disney (2001-2012) en Saban Brands (2013-heden).

## Verhaallijn
Als prins Franz en prins Karl van Habsburg in een bos gewond raken door een aanval van wolven, vinden zij onderdak en verzorging bij Sissi, dochter van hertog Max van Beieren. Het gezin ontfermt zich over de broers en al snel genezen hun wonden. Terstond ontstaat er een vonk tussen Sissi en Franz, maar moet de prins op aandringen van zijn moeder, de keizerin, terug naar Oostenrijk.

## Personages
Elisabeth "Sissi" van Wittelsbach
Sissi is het hoofdpersonage van deze serie, gebaseerd op Keizerin Elisabeth van Oostenrijk. Sissi is een boerin uit Beieren en woont op het landgoed van Possenhofen met haar familie. Als de Kroonprins van Oostenrijk, Franz Joseph, en zijn broer Karl toevallig in Beieren zijn, logeren ze een tijdje bij Sissi. Gedurende deze tijd wordt Sissi verliefd op Franz. Franz vertrekt weer, en enige tijd later verhuist Sissi naar Schönbrunn om te beginnen aan haar loopbaan als Prinses. Graaf Arkas, Prinses Helena, en Raadsheer Zottornick zien Sissi niet zitten en proberen haar meerdere malen uit de weg te ruimen. Uiteindelijk overwint Sissi en trouwt ze toch met Franz.
Tommy
Tommy is Sissi's beste vriendje en een geslepen jongen. Hij is een weeskind en werd oorspronkelijk gevonden en geadopteerd door de familie Brauner in Beieren. Als de familie Brauner het moeilijker krijgt besluit Tommy ze niet tot last te zijn en zich terug te trekken in het bos. Op een nacht ziet hij dat Prins Franz en Prins Karl worden aangevallen door een roedel wolven, en redt hun het leven door op zijn hoorn te blazen. Om deze reden verklaart Prins Franz Tommy dat hij hem altijd zal beschermen. Tommy reist met Sissi mee naar Schönbrunn en helpt haar vaak uit de nesten met zijn slimme plannetjes. Zijn beste vriendje is Knaagje, een eekhoorn.
Maximiliaan van Wittelsbach
Maximiliaan, of kortweg Hertog Max genoemd, is de Hertog van Beieren en de vader van Sissi. Hij is af en toe weg op mysterieuze reisjes naar Hongarije om zijn vriend Gyula Andrássy te helpen tegen de invasie van Oostenrijk. De Hongaren worden door Oostenrijk vaak gezien als rebellen, en daar Hertog Max ze helpt, wordt hij medeplichtig beschouwd. Als Gyula Andrássy ervan verdacht wordt het operagebouw in Wenen in brand te hebben gestoken, wordt hij gearresteerd en even later Hertog Max ook. Max weet Andrássy en de Hongaren te bevrijden, maar loopt zelf in de val. Hij wordt levenslang verbannen naar het eiland Ahriman. Uiteindelijk weet Sissi hem te bevrijden.
Prins Franz Joseph van Habsburg
Prins Franz is de Kroonprins van Oostenrijk. Hij wordt verliefd op Sissi en wil met haar trouwen, het liefst zo gauw mogelijk. Helaas wordt het huwelijk steeds weer uitgesteld of gedwarsboomd door het verraad van Raadsheer Zottornick, die samenwerkt met Graaf Arkas. Prins Franz is aanvankelijk niet gecharmeerd van de Hongaren en maakt het zelfs uit met Sissi als blijkt dat Gyula Andrássy zich op Possi schuilhoudt. Franz komt al snel weer bij zinnen en streeft naar vrede tussen Oostenrijk en Hongarije. Hier wordt een stokje voor gestoken als Raadsheer Zottornick het Habsburgse diadeem laat stelen door Graaf Arkas en het laat lijken alsof de Hongaren het gedaan hebben. Prins Franz en Prins Karl weten het diadeem terug te halen, maar in de tussentijd hebben Keizerin Sofia en Raadsheer Zottornick Sissi gedwongen om Schönbrunn te verlaten en haar huwelijk met Franz op te geven. Franz' hart is gebroken en hij gaat op zoek naar Sissi. Uiteindelijk komen ze weer samen en trouwen ze.
Prins Karl van Habsburg
Prins Karl is de broer van Franz en ook goede vriend van Sissi. Hij helpt Sissi en Franz vaak uit benarde situaties. Karl had heel even zelf gevoelens voor Sissi, maar wist dat het niets zou worden. Als Franz en Sissi willen gaan trouwen, komt Keizerin Sofia met het idee om Karl en Helena te verloven. Als de bruiloft later wordt afgelast, wordt deze verloving ook afgelast.
Keizerin Sofia van Habsburg
Keizerin Sofia is moeder van Franz en Karl en Keizerin van Oostenrijk. Ze is heel streng wat het protocol betreft, en is niet bepaald gecharmeerd van mensen beneden haar stand. Zo maakt ze het Sissi erg moeilijk als ze Prinses op Schönbrunn wordt. Sofia is niet wreed of slecht, maar erg streng en beïnvloedbaar door Helena en Raadsheer Zottornick. Zo manipuleert Zottornick Sofia om het prijzengeld voor de ruitercompetitie, dat Sissi gewonnen had, voor de staat te gebruiken in plaats van het weeshuis, terwijl de staat dat geld niet nodig heeft. Uiteindelijk komt het bedrog van Helena en Zottornick uit en ziet Sofia in dat ze te hard is geweest voor Sissi. Ze laat Hertog Max vrij en vraagt Sissi om vergiffenis.
Raadsheer Zottornick
Zottornick is de Raadsheer van de Keizerin. Ze vertrouwt hem blindelings in zijn adviezen. Zottornick koestert een natuurlijke haat voor Hongarije, en wil niets liever dan oorlog tussen Oostenrijk en Hongarije. Als Sissi naar Schönbrunn komt is Zottornick aanvankelijk neutraal, maar door Helena en Arkas is Zottornick al snel overtuigd dat Sissi moet verdwijnen. Hij deinst voor niets terug om dit te verwezenlijken, en probeert haar meerdere malen te vermoorden. Zottornick wordt terechtgesteld als verrader, maar wordt veroordeeld tot lakei van Helena. Als Zottornick Dr. Fritz, een dubbelganger van Franz tegenkomt, laat hij Franz opsluiten en Fritz doorgaan als Kroonprins. Op deze manier wordt Zottornick weer Raadsheer. Uiteindelijk komt zijn bedrog uit, en belooft Franz hem een straf die erger is dan dat hij zich maar kan indenken. Zottornick wordt dan afgevoerd door de soldaten.
Graaf Arkas
Graaf Arkas is de aartsvijand van Hertog Max en Sissi. Hij woont in een kasteel in Beieren, ontworpen en gebouwd door Thomas Kluuk. Arkas is uit op Possenhofen, het landgoed van Sissi's familie, en doet van alles om het te krijgen. Als Sissi en Franz een paar worden kan hij dat niet uitstaan en werkt hij samen met Zottornick om te proberen Sissi uit de weg te ruimen. Uiteindelijk verliest Arkas zijn kasteel aan Thomas Kluuk, omdat hij er nooit voor had betaald en Kluuk oneerlijk veroordeeld was. Als alles verloren is probeert Arkas nog eenmaal Prins Franz te doden in een zwaardgevecht. Ook deze keer faalt hij en is niet meer terug te zien.

## Stemmen
| Personage         | Nederlandse versie     | Amerikaanse versie |
| ----------------- | ---------------------- | ------------------ |
| Sissi             | Elle van Rijn          | Terri Hawkes       |
| Prins Franz       | Wiebe Pier Cnossen     | Terrence Scammell  |
| Prins Karl        | ?                      | Jacob Tierney      |
| Tommy             | Marc-Marie Huijbregts  | Michael Caloz      |
| Helena            | Vera Mann              | Elisabeth Fargeot  |
| Hertog Max        | Kees van Lier          | ?                  |
| Hertogin Ludovika | Beatrijs Sluijter      | ?                  |
| Graaf Arkas       | Fred Meijer            | Georges Lycan      |
| Keizerin Sofia    | Marloes van den Heuvel | ?                  |
| Zottornick        | Bram Bart              | Rick Jones         |
| Verteller         | Wim van Rooij          | ?                  |

## Muziek
De openingsmelodie Waar Jij Ook Bent is een liedje over twee geliefden die van elkaar verwijderd zijn en steeds door het lot gedwarsboomd worden, terwijl de eindmelodie Laat Me Blijven Wie Ik Ben juist een liedje is over het zoveel mogelijk jezelf willen zijn terwijl anderen je zo vaak anders zien dan dat je eigenlijk bent. Beide ingezongen door Vera Mann en vanuit het Engels bewerkt naar het Nederlands door Paul Passchier. De achtergrondmuziek is van de hand van Michel Dax.
Frankrijk en Italië kennen dezelfde openingsmelodie als Nederland en Canada, waarvan daar in de eigen talen zelfs een langere versie van drie minuten en drieënveertig seconden bestaat. De originele televisie-uitzendingen uit Frankrijk, Duitsland en Italië kennen echter eigen melodieën, waarbij Italië en Frankrijk later dus ook een vertaling van de originele Engelstalige liederen kreeg. Steeds meer landen leunen dus naar een eigen vertaling van de originele Engelstalige titelmuziek, waarvan deze in Nederland wordt vertolkt door Vera Mann. Andere landen die ook de originele melodieën hanteren zijn onder andere Zweden, Polen en Denemarken. De compositie zelf is voornamelijk gespeeld op de piano en ook kent het refrein in ieder geval in de Nederlandstalige versie een achtergrondkoor.

## Op dvd
Prinses Sissi verscheen in verscheidene landen, waaronder Duitsland, op dvd. In Nederland werden de dvd's uitgebracht door het Nederlandse bedrijf Just Entertainment, onder het merk Just4Kids:
| Volume            | Afleveringen | Verschijningsdatum | Opmerkingen                                                      |
| ----------------- | --- | ------------------ | ---------------------------------------------------------------- |
| De complete serie | Dvd 1: afl. 01 t/m 08 Dvd 2: afl. 09, 13 t/m 20 Dvd 3: afl. 21 t/m 28 Dvd 4: afl. 29 t/m 36 Dvd 5: afl. 37 t/m 44 Dvd 6: afl. 45 t/m 52                                                                           | 10 november 2009   | * Overgeslagen afleveringen: 10, 11 en 12 * Compacte zes-dvd-box |
| Deel 1            | 1: Sissi krijgt haar zin 2: De onverwachte gasten 3: Een keizerlijke verrassing 4: Possi's diefje | 15 september 2005  |                                                                  |
| Deel 2            | 5: Helena de verschrikkelijke 6: Tijd om afscheid te nemen 7: Risico's 8: Een ongewone bosbewoner | 17 november 2005   |                                                                  |
| 2 dvd-box         | Dvd 1: 1: Sissi krijgt haar zin 2: De onverwachte gasten 3: Een keizerlijke verrassing 4: Possi's diefje Dvd 2: 5: Helena de verschrikkelijke 6: Tijd om afscheid te nemen 7: Risico's 8: Een ongewone bosbewoner | 1 december 2005    | * Compacte twee-dvd-box                                          |
| Deel 3            | 9: Arkas neemt wraak 13: Het verlovingsfeest 14: Gemiste afspraken 15: De eerste stapjes op het koningspad | 11 mei 2006        | * Overgeslagen afleveringen: 10, 11 en 12                        |
| Deel 4            | 16: Een gouden kooi 17: Circus Zaniouchka 18: De geheimen van de spiegel 19: Een onrustige kerst | 16 november 2006   |                                                                  |
| 4 dvd-box         | inhoud: Dvd 'deel 1' Dvd 'deel 2' Dvd 'deel 3' Dvd 'deel 4' | december 2006      | * Overgeslagen afleveringen: 10, 11 en 12                        |
| 2 dvd-box         | inhoud: Dvd 'deel 3' Dvd 'deel 4' | 1 maart 2013       | * Overgeslagen afleveringen: 10, 11 en 12                        |
| Deel 5            | 20: Het fort 21: Een race tegen de klok 22: Gekibbel tussen geliefden 23: Tempest is gestolen | 11 januari 2007    |                                                                  |
| Deel 6            | 24: Een verdiende overwinning 25: Gevaar in het prater 26: Sissi en Franz houden woord 27: De verdwenen tiara | 8 maart 2007       |                                                                  |
| Deel 7            | 28: Brand in de opera 29: Sissi offert zich op 30: Leve Elisabeth! 31: Jaloezie | 12 juni 2007       |                                                                  |
| Deel 8            | 32: Vaarwel Boedapest 33: Red Possi! 34: Sissi en de Apachen 35: Zware tijden | 12 juli 2007       |                                                                  |
| 8 dvd-box         | inhoud: Dvd 'deel 1' Dvd 'deel 2' Dvd 'deel 3' Dvd 'deel 4' Dvd 'deel 5' Dvd 'deel 6' Dvd 'deel 7' Dvd 'deel 8'                                                                                                   | 11 januari 2008    |                                                                  |
| Deel 9            | 36: De geheimzinnige Amazone 37: Verstoppertje in Schönbrunn 38: De grote achtervolging 39: Bekentenissen in Venetië                                                                                              | 14 februari 2008   |                                                                  |
| Deel 10           | 40: Het eiland Ahriman 41: Schipbreuk 42: De gevangenen van Arkas 43: Soldaat Sissi | 11 april 2008      |                                                                  |
| Deel 11           | 44: Sissi in het oog van de storm 45: De drie duiven 46: Pas op, prinses! 47: Tommy's geheim | 12 juli 2008       |                                                                  |
| Deel 12           | 48: Arkas geeft nooit op 49: Het elixer van Dr. Fritz 50: Prins Fritz 51: Pure oplichterij 52: De liefde overwint                                                                                                 | 14 oktober 2008    |                                                                  |

## Trivia
- Afleveringen tien, elf en twaalf (niet inbegrepen op de dvd-box) waren wel te zien op de video-on-demand-site van Jetix.